# Lluc Mesquida i Cabot
Lluc Mesquida i Cabot (Marratxí, 1628 - Santa Maria del Camí, 1688) va ser un mestre d'obres.
Batiat a l'església de Sant Marçal, era fill de Macià Mesquida Burguera (Felanitx, 25-11-1602; Santa Maria del Camí, 18-04-1679) i de Margalida Cabot. El 1663 passaren a viure a Santa Maria del Camí. Es va casar amb Magdalena Florit.
Quan els jurats de Santa Maria, l'any 1652, varen prendre l'acord de fer una nova casa de la vila que disposàs de quartera, habitacions pel magnífic jutge de cort, carnisseria, presó i lloc de reunió del consell, s'inicià una obra de llarga durada en la qual hi treballaren diversos mestres. Lluc Mesquida ja figura entre els mestres d'obres que bastiren la casa de la vila a partir de 1672. Hi va fer molta feina, documentada de 1672 a 1682, i probablement en va ser el mestre principal.
Treballà també en obres de l'església parroquial antiga de Santa Maria del Camí. En el seu testament deixà béns diversos als fills Macià, Jaume, Lluc, Joan i Margalida. El seu fill Lluc Mesquida i Florit seria continuador del treball de mestre d'obres.